# موریزیو مالوستیتی
موریزیو مالوستیتی (انگلیسی: Maurizio Malvestiti؛ زادهٔ ۲۵ اوت ۱۹۵۳) یک کشیش اهل ایتالیا است. او اسقف اعظم لودی، لمباردی می‌باشد. موریزیو مالوستیتی در حوزه علمیه برگامو تحصیل کرده است و در سال ۱۹۷۷ میلادی به مقام کشیشی رسیده است. وی در رم به تحصیلات خود ادامه داد و زبان‌های انگلیسی و فرانسوی را نیز آموخت.

## نگارخانه

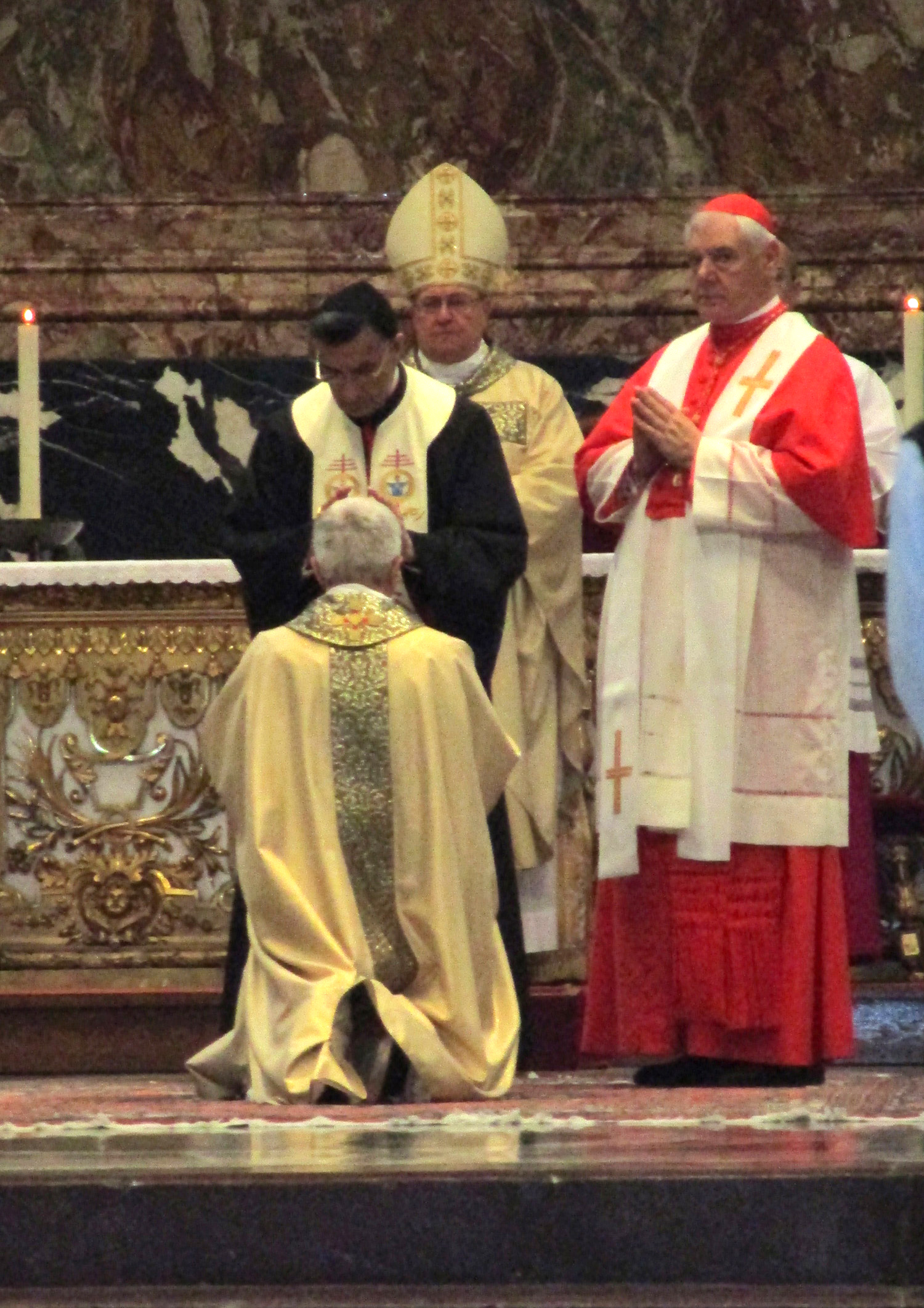
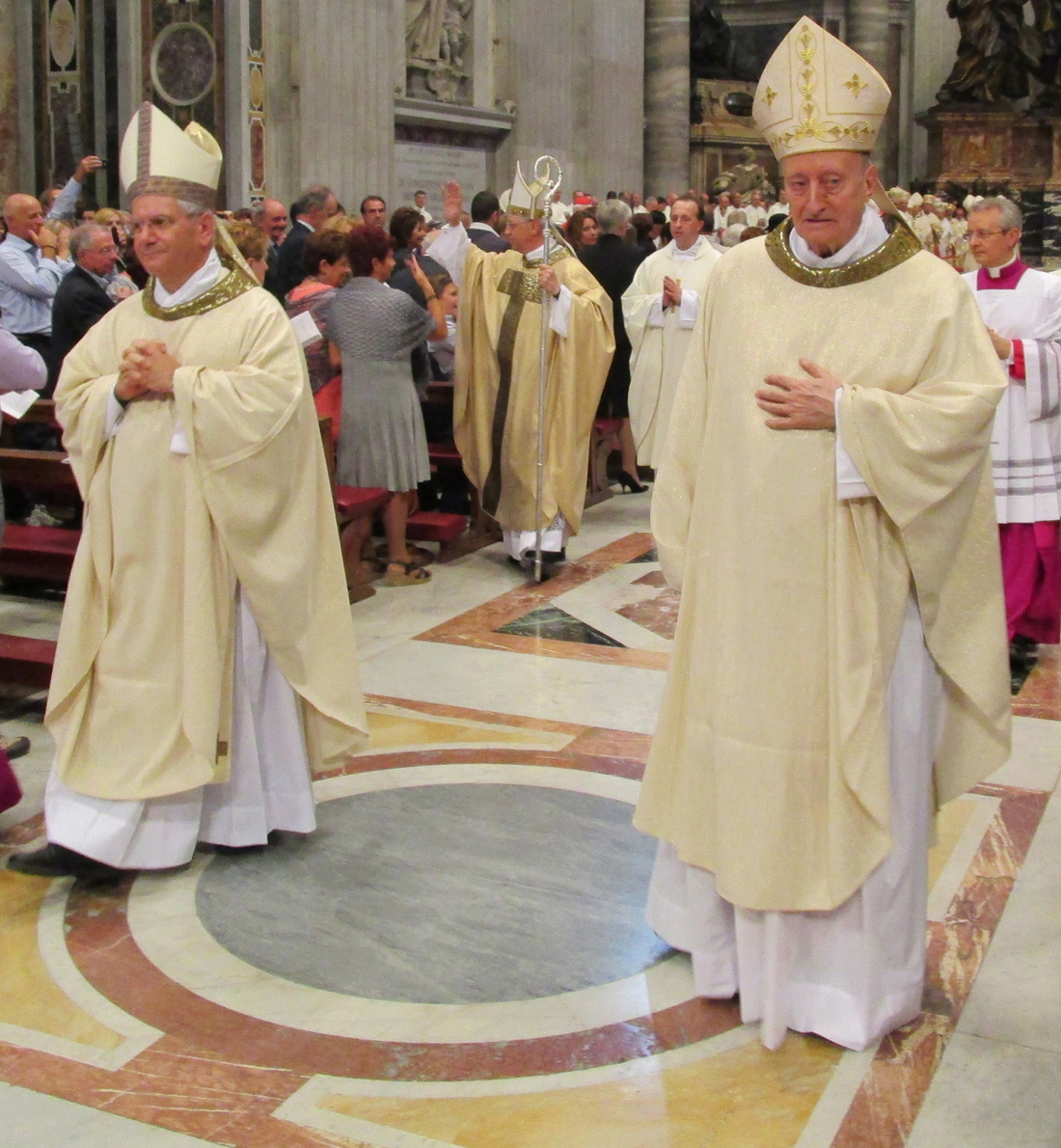
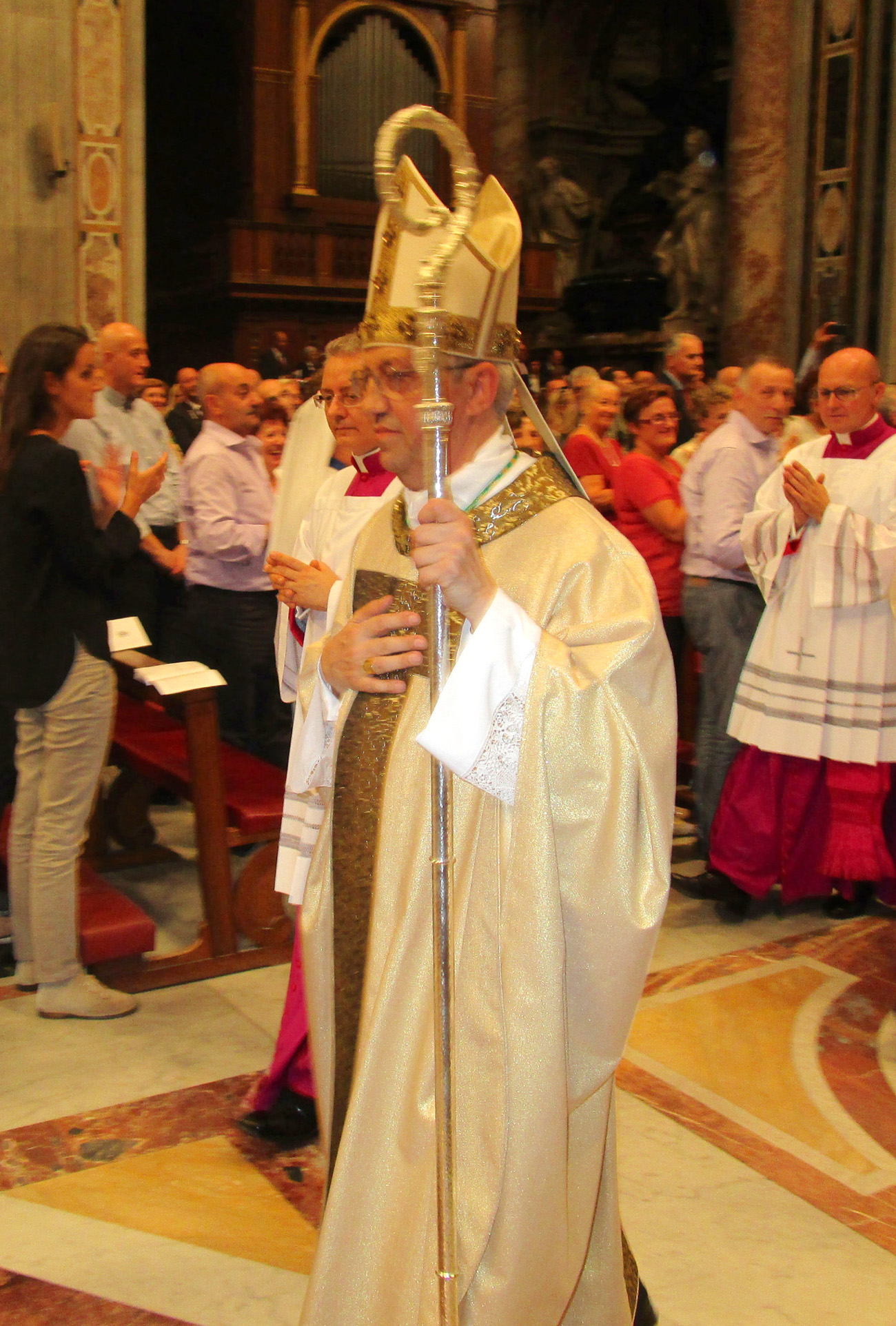
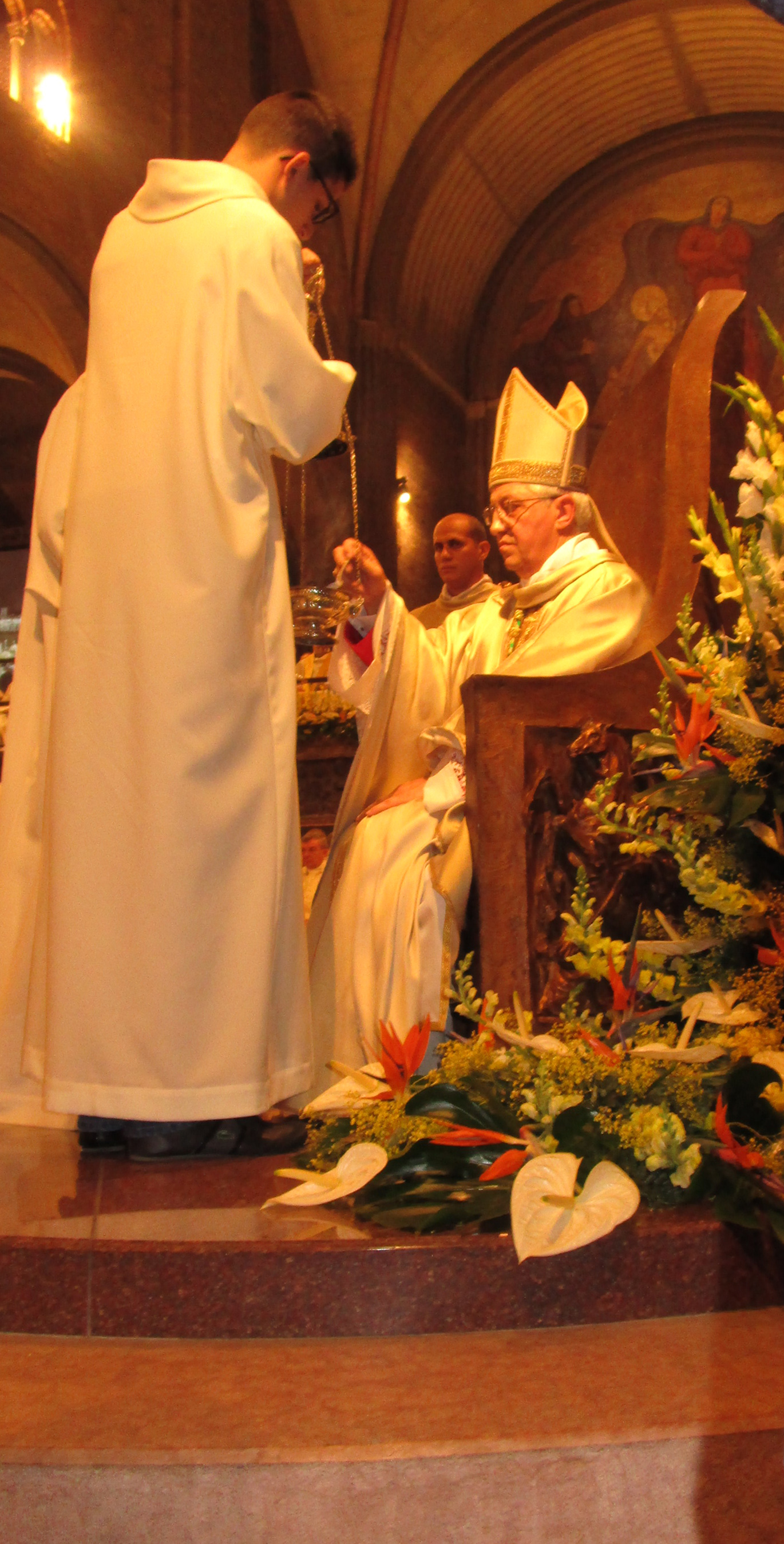